# Megaphorus durangoensis
Megaphorus durangoensis är en tvåvingeart som beskrevs av Cole och Pritchard 1964. Megaphorus durangoensis ingår i släktet Megaphorus och familjen rovflugor. Inga underarter finns listade i Catalogue of Life.